# رامی بدوی

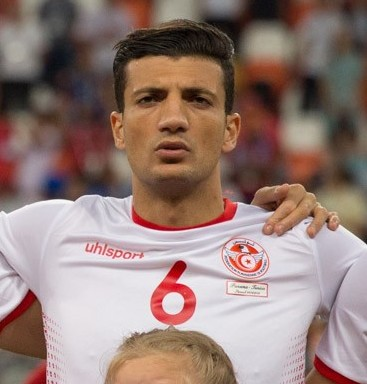
بازیکنتیم ملی تونس

رامی بدوی (انگلیسی: Rami Bedoui؛ زادهٔ ۱۹ ژانویهٔ ۱۹۹۰) بازیکن فوتبال اهل تونس است.
از باشگاه‌هایی که در آن بازی کرده‌است می‌توان به باشگاه فوتبال ستاره ساحلی اشاره کرد.